# Abdolhamid Ismaeelzahi
Abdolhamid Ismaeelzahi (en persan : عبدالحمید اسماعیل‌ زهی) ou Molavi Abdul-Hamid Isam'eelzahi est un ouléma sunnite iranien considéré comme le chef de file de la minorité sunnite en Iran. Il jouit du soutien d'une majorité des Baloutches, qui lui accordent le titre de Molavi ou Mawlawi (en).

## Biographie
Il est né en septembre 1947 dans le village de Galugah (en), dans la province du Sistan-et-Baloutchistan. Après sa scolarité en Iran, il poursuit des études religieuses dans des madrasas liées au mouvement deobandi au Pakistan, puis revient en Iran en 1970,.

## Engagement politique
Après la révolution islamique de 1979, il est l'un des deux sunnites parmi les 75 membres de l'Assemblée constitutionnelle chargée de rédiger la Constitution de la République islamique,. Il critique certains aspects de la Constitution, qui refuse certains droits aux sunnites, par exemple celui d'être candidats à l'élection présidentielle. Alors que la Constitution fait du chiisme la doctrine officielle et que les sunnites sont écartés du pouvoir, des tensions éclatent, en particulier au Baluchistan, à majorité sunnite, où la police ouvre le feu sur des manifestants devant la mosquée de Zahedan en février 1994. Plusieurs personnalités sunnites sont assassinées en 1996.
Depuis 1987, Abdolhamid Ismaeelzahi est l'imam de la mosquée Makki de Zahedan, le directeur de l'école d'inspiration deobandie Dar al-ulum de la même ville,, et le chef religieux des Baloutches d'Iran. Ces fonctions font de lui le porte-parole de la communauté sunnite en Iran. En 1997, il soutient le candidat réformateur et partisan de l'égalité des droits pour les minorités, Mohammad Khatami. En 2002, Abdul-Hamid Isam'eelzahi dénonce la condamnation à mort d'un universitaire déclaré apostat parce qu'il a appelé à ne pas suivre aveuglément le clergé. Il proteste contre la volonté des dirigeants de contrôler l'islam sunnite en Iran. Il est la cible de violentes critiques de la part des partisans du président conservateur Ahmadinejad. En 2011, son gendre est arrêté et condamné à une peine de prison. Lors de l'élection de 2013, il soutient le candidat réformateur Hassan Rouhani. Il lui renouvelle ce soutien en 2017. Mais en 2021, au contraire, il apporte son soutien au conservateur Ebrahim Raïsi,. Il explique ce revirement par sa déception du fait que les présidents précédents n'ont pas tenu leurs promesses en matière d'égalité des droits.
Il milite régulièrement pour les droits de la minorité sunnite. Il écrit plusieurs lettres au Guide suprême Khamenei pour se plaindre que les sunnites sont traités en Iran comme des citoyens de second ordre. Les responsables sunnites ne peuvent par exemple pas voyager librement. Il est populaire parmi les sunnites et les baloutches. Il défend aussi les droits des autres minorités, comme les soufis et les baha'is.

### Mouvement consécutif à la mort de Mahsan Amini

#### Critiques du régime iranien
Pendant le mouvement de protestation de 2022-2023, ses discours critiques à l'égard du régime sont remarqués. Dans ses sermons du vendredi, il dénonce la brutalité de la répression et le recours à la peine de mort contre les manifestants. La nation iranienne, dit-il, est contre la peine de mort. Il demande que les prisonniers ne soient pas traités comme s'ils étaient des ennemis de Dieu. Il affirme que le régime est responsable de la mort des manifestants tués. Il appelle les dirigeants à mettre un terme à la répression et à discuter pour trouver un terrain d'entente. Il demande que soit mis un terme aux persécutions dont la minorité religieuse baha’ie est la cible,. Il va même jusqu'à dénoncer l'instrumentalisation de la religion par la politique, ce qui revient à mettre en question le fondement de l'État théocratique iranien : « Religion should not be exploited to give credit to an Islamic state. » La religion ne doit pas non plus, et ne peut pas être imposée par la force.
Il multiplie les critiques envers le régime : il accuse le système judiciaire d'être corrompu et de recourir à la torture et aux aveux forcés. Il appelle le gouvernement à mettre fin à son soutien à la Russie dans sa guerre contre l'Ukraine.

#### «Vendredi sanglant»
Son sermon du 30 septembre reste dans les mémoires. Il y évoque l'impunité d'un officier de police accusé d'avoir violé une jeune balouche. Les fidèles, échauffés, organisent un rassemblement devant le poste de police. Les forces de l'ordre tirent sur la foule. On déplore plus de quatre-vingts victimes, mais seulement vingt-cinq selon la version officielle,,. Sa dénonciation de la responsabilité du régime dans ce qu'il appelle « Vendredi noir » font de lui l'une des figures de la contestation,. Le mois suivant, il appelle de ses vœux un référendum d'auto-détermination pour le peuple balouche. Le pouvoir lui reproche d'être séparatiste, mais cette accusation est suspectée de participer d'une campagne de dénigrement. Le massacre du 30 septembre constitue un tournant : ses critiques du régime deviennent plus virulentes depuis cette date,.

#### Droits des femmes
Ses prises de position au sujet du voile islamique et des droits des femmes ont évolué. Il évoque l'obligation, pour une Iranienne qui voyage, d'être accompagnée d'un mahram. Il défend l'obligation de porter le voile. Après la mort de Mahsa Amini, sa position s'infléchit, sans changer radicalement : il estime que la politique du régime devrait évoluer dans ce domaine, parce que la colère exprimée par les Iraniennes contre le hijab donne à réfléchir. Sans mettre en question l'obligation du hijab, il condamne cependant toute discrimination à l'égard des femmes. L'un de ses sermons où il appelle à davantage d'égalité entre hommes et femmes est entendu puisque Zalmay Khalilzad, qui accompagnait une délégation de l'ONU en tant que représentant des États-Unis en Afghanistan en janvier 2023, s'adresse aux talibans en leur donnant Abdolhamid Ismaeelzahi en modèle,. Dans un autre sermon, au mois de juin, alors que la surveillance du respect du code vestimentaire est renforcée, il souligne le rôle des femmes dans l'histoire de l'Iran et prévient les dirigeants qu'ils ne pourront pas étouffer la voix des femmes tant qu'elles n'auront pas obtenu les droits qu'elles méritent. Le 18 juillet, il éclaircit sa position relativement au hijab : il dénonce la répression exercée contre les Iraniennes qui ôtent le hijab. Mais il pense que ce geste ne constitue pas de leur part un refus du hijab. Il s'agit selon lui d'un symbole de leur mécontentement à l'égard de leurs conditions de vie. Que les causes de ce mécontentement disparaissent, que leurs revendications soient entendues, et elles porteront à nouveau le voile. Selon lui, les Iraniennes ne sont pas contre le hijab, il n'est qu'un symbole de leur mécontentement.
L'enregistrement qui a fuité d'une réunion des chefs du Basij (une composante des CGRI) en novembre 2022, à la suite d'un piratage par le groupe Black Reward, révèle que Molavi Abdolhamid est un sujet de préoccupation pour Ali khamenei, qui recommande de ne pas l'arrêter, mais de procéder en le discréditant,. La campagne menée contre lui s'est focalisée sur le soutien qu'il a apporté aux Talibans lors de leur retour au pouvoir en Afghanistan en 2021.

### Soutien controversé aux Talibans
Le Defenders of Human Rights Center (en) lui décerne en 2014 un prix pour ses efforts en faveur des relations entre différentes ethnies et groupes religieux au Sistan et Baluchistan. Mais ce prix lui est retiré lorsqu'il apporte son soutien aux talibans. En effet, après le retrait des Américains, en août 2021, il félicite les Talibans de leur victoire, acquise selon lui grâce à l'aide de Dieu. Il justifie ce jugement en avançant que les Talibans ne sont plus les mêmes qu'il y a vingt ans,. Depuis, il a reproché à l'« émirat islamique d'Afghanistan » d'avoir fermé l'accès à l'éducation aux filles.

### Annonce d'une tentative d'assassinat
En juin 2023, alors que les personnes ayant participé au mouvement de protestation font l'objet de représailles, un média spécialisé dans les questions de droits humains, Haal Vsh (حال‌وش), révèle qu'une tentative d'assassinat contre Abdolhamid Ismaeelzahi a été déjouée,. Le suspect arrêté serait lié au Corps des gardiens de la révolution islamique,. La nouvelle est démentie par l'agence Mehr. Le pouvoir judiciaire menace la mosquée de Zahedan de poursuites si elle n'apporte pas de preuves. Mais l'annonce intervient dans un contexte où les pressions à l'encontre de l'imam de Zahedan se sont intensifiées, puisqu'il s'est vu refuser le droit d'effectuer le Hajj - le pèlerinage à La Mecque, - et les attaques des médias officiels à son égard se sont accrues. Quelques jours plus tard, le petit-fils d'Abdolhamid Ismaeelzahi est arrêté,.
Il reçoit le soutien de quinze intellectuels d'origine iranienne, dont Abdolkarim Soroush, Hashem Aghajari et Sedigheh Vasmaghi. Ces penseurs religieux réformistes saluent l'engagement des sunnites dans le « mouvement Mahsa » et appellent à « établir un gouvernement en Iran où la religion et le gouvernement sont séparés. »
Le 8 juillet, le commissariat numéro 16 de Zahedan fait l'objet d'une attaque terroriste. Au cours de l'assaut, deux policiers sont tués, ainsi que les quatre assaillants. Abdolhamid Ismaeelzahi désapprouve aussitôt le recours à la violence. L'attaque est revendiquée par le groupe Jaysh al-Adl (en). Mais la responsabilité de l'imam, directe ou indirecte, est pointée du doigt par les autorités iraniennes,. Quelques jours plus tard, plusieurs dizaines d'étudiants et d'enseignants de l'école Dar ul-ulum sont expulsés du territoire au motif qu'ils sont des étrangers, dont beaucoup d'Afghans, en situation irrégulière, selon l'agence de presse Tasnim,,.

## Liens
- (en) Site officiel